# Michael Kügler
Michael Kügler (3 de septiembre de 1981 en Olpe, RFA) es un futbolista profesional alemán que juega de centrocampista en el Dinamo Dresde de la 3. Liga del fútbol alemán.

## Trayectoria
Tras una brillante carrera de juveniles en el SpVg Olpe, Kügler fue descubierto en 1998 por ojeadores del BV Borussia Dortmund e incorporado a la disciplina del equipo renano, donde llegó a formar parte de la primera plantilla pero solo jugó un partido de 1. Bundesliga.
En verano de 2003 fue fichado por el 1. FC Nürnberg tras terminar contrato. En Núremberg ofreció un rendimiento pobre y sufrió constantes lesiones, lo que hizo que apenas jugara. Con los bávaros, al igual que en el Borussia, Kügler jugó de centrocampista ofensivo. A los dos años, nuevamente libre, fichó por el VfL Osnabrück de la Regionalliga Nord. Disputó 32 encuentros de liga y dos de copa. Jugando de centrocampista por la derecha, anotó dos goles y dispuso de más de 2100 minutos de juego. Desde la temporada 2006/07 forma parte del Dinamo Dresde, con los que su tiempo de juego se ha visto muy limitado debido a una lesión muy grave de rodilla.